# Мороновые
Мороновые (лат. Moronidae) — семейство морских лучепёрых рыб из отряда Moroniformes. В состав семейства включают 2 рода с шестью видами. Распространены в Северной Америке (Атлантический океан и реки бассейна Мексиканского залива), Европе и северной Африке. Интродуцированы во многие области за пределами нативного ареала.

## Описание
Тело покрыто мелкой ктеноидной чешуёй, вытянутое, высота тела равна длине головы. Рот конечный, с многочисленными ворсинковидными зубами на обеих челюстях, сошнике и языке. Спинных плавника два, в первом спинном плавнике 8—10 колючих лучей, а во втором один колючий и 10—13 мягких лучей. В анальном плавнике 3 колючих и 9—12 мягких лучей. На заднем краежаберной крышке два плоских шипа, а горизонтальных гребней нет. Боковая линия достигает окончания хвостового плавника. На хвостовом плавнике есть дополнительные ряды чешуй боковой линии, над и под основной. В жаберной перепонке 7 лучей. Позвонков 25. 

## Классификация
В составе семейства есть как пресноводные, так солоноватоводные и морские виды. Выделяют 2 рода с 6 видами. Ранее в состав семейства включали род японских лавраков (Lateolabrax), который затем был переведён в семейство Polyprionidae.
Род Morone Mitchill, 1814 — Американские лавраки
- Morone americana (Gmelin, 1789) — Белый американский лаврак
- Morone saxatilis (Walbaum, 1792) — Полосатый лаврак, или полосатый окунь
- Morone chrysops (Rafinesque, 1820) — Белый американский окунь[5]
- Morone mississippiensis Jordan & Eigenmann, 1887

Род Dicentrarchus Gill, 1860 — Лавраки
- Dicentrarchus labrax (Linnaeus, 1758) —  Обыкновенный лаврак
- Dicentrarchus punctatus (Bloch, 1792) — Пятнистый лаврак